# Linden (Hellenthal)
Linden is een plaats in de Duitse gemeente Hellenthal, deelstaat Noordrijn-Westfalen, en telt 4 inwoners (2007).